# Фридрихштайн (замок, Гессен)
Фридрихштайн (нем. Schloss Friedrichstein) — барочный замок на высоком холме над городом Бад-Вильдунген район Altwildungen в северной части земли Гессен, Германия. Изначально здесь существовал готический замок, который затем был перестроен в дворцово-замковый комплекс в стиле барокко. Позднее здесь находился молодёжный хостел, а в настоящее время в замке находится музей и ресторан.

## История

### Ранний период
В 1200 году граф Фридрих фон Цигенхайн через брак с графиней Лукардис фон Вильдунген стал собственником владений её рода (как единственной наследницы). Новый владелец стал инициатором строительства готического замка на стратегически важной высоте в центре новых владений. Появившаяся крепость находилась на высоте 303 метров над уровнем моря. Здесь размещался центр региональной власти: судебный департамент, административные и вспомогательные службы.
В 1260 году владельцами замка и территории графства Вильдунген стали графы фон Вальдек.

### Эпоха Ренессанса

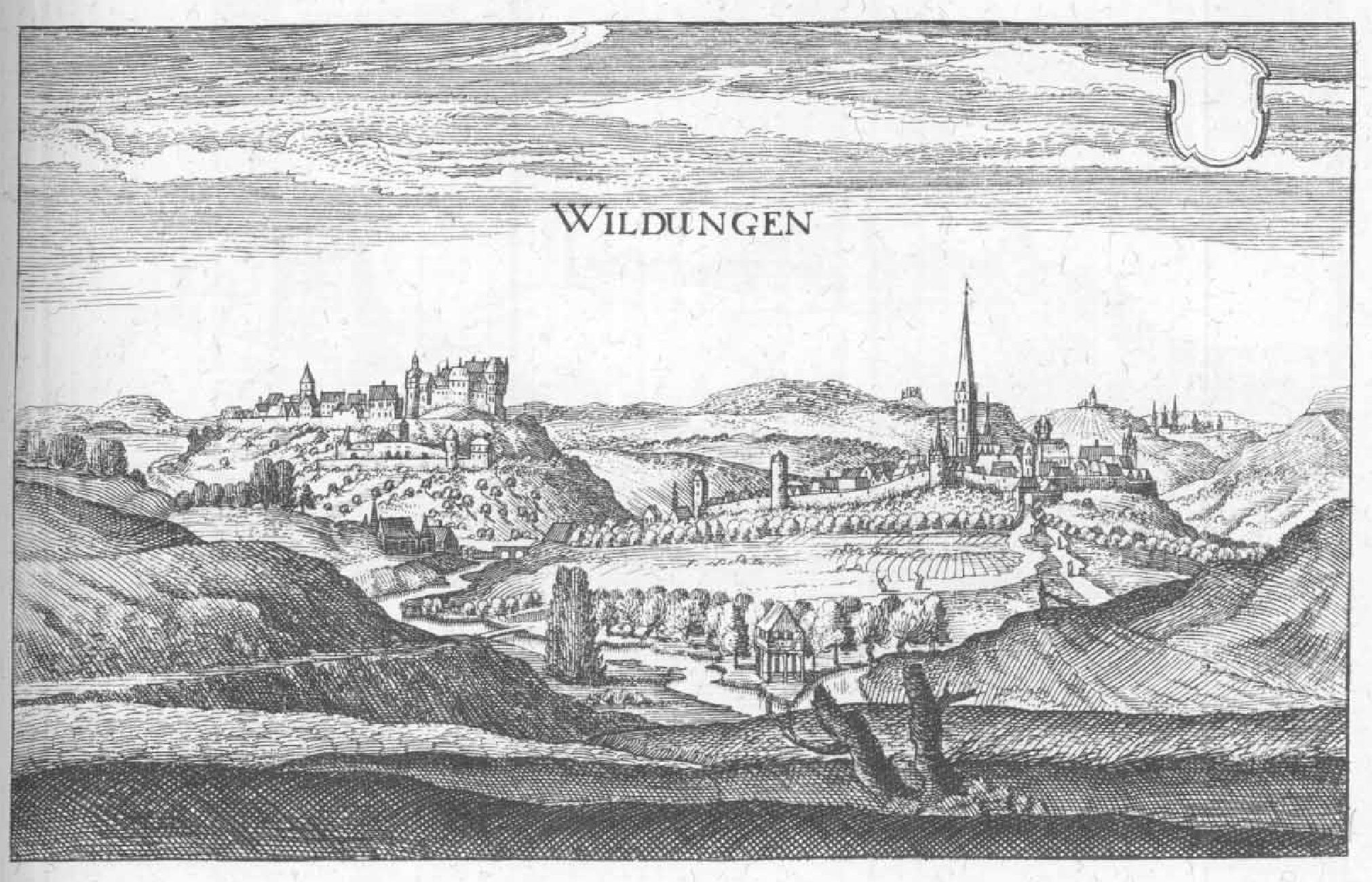
Замок на гравюре 1655 года

Граф Йозиас II фон Вальдек в 1663 году начал радикальную реконструкцию замка. Ещё с 1660 года он был соправителем своего брата, имевшего дворец в Вильдунгене, но пожелал проживать в собственной резиденции. Согласно моде XVII века здание спроектировали в стиле барокко. Важной особенностью стала полная симметрия главного фасада (как это было принято во Франции). Согласно проекту на месте прежней крепости предусмотрели просторный комплекс зданий с двумя боковыми крыльями и длинным соединительным перпендикулярным крылом. Кроме того в центре планировалось возведение монументального куполообразного сооружения. Иозиаса II погиб на острове Крит в должности генерала герцогства Брауншвейг-Люнебург на службе Венецианской республики в 1669 году во время очередной войны с османами. Строительные работы так и не были к этому времени завершены. Но основная часть строительства оказалась выполнена. Руководил возведением комплекса мастер из Менгерингхаузена по имени Эмануэль Бранд.
Ещё в 1665 году скульптор и архитектор Рудольф Киппенхан построил портал, над которым разместили родовой герб владельца. Кроме того здесь смонтировали роскошную барочную лестницу.
В 1678 году вдова графа Иозиаса II распорядилась снести прежнее северное крыло замка и на его месте построить новое с въездными воротами. Однако к счастью в ходе всех реконструкций сохранилась старинная готическая круглая башня средневекового замка.

### Новое время
Граф Фридрих Антон Ульрих фон Вальдек-Пюрмонт стал инициатором масштабной реконструкции комплекса. Работы проводились в период с 1707 по 1714 годы. При этом граф принимал самое деятельное участие в проектировании, стараясь воплотить в резиденции яркие впечатления от своих многочисленных путешествий. Кроме того он уже имел опыт строительства дворцовых комплексов. В частности при строительстве замков Арользен и Пюрмонт. В результате граф смог полностью завершить строительство дворцово-замковой резиденции, задуманной ещё Иозиасом II. В числе прочего теперь в комплексе появилась терраса. Сама резиденция обрела современный вид: длинное главное здание и два боковых более коротких крыла. Граф Фридрих Антон Ульрих фон Вальдек не стал скромничать и назвал комплекс своим именем — Фридрихштайн.
С 1715 по 1719 год созданием изящной лепнины в большом бальном зале южного крыла занимался итальянский мастер Андреа Галласини. За роспись потолков отвечал его соотечественник Карло Людовико Кастелли. На главной картине плафона изображён апофеоз дома фон Вальдек. В то время замок был лишь одной из многочисленных резиденций Фридриха Антона Ульриха фон Вальдека, который в 1711 году обрёл статус имперского князя.
В 1751 и 1757 архитектор Маркус Кристоф Крау богато украсил замок декоративными элементами в стиле рококо. Некоторые украшения, рельефные орнаменты или росписи, созданные во второй половине XVIII века, исполнены известным художником Иоганном Валентином Тишбейном.

### XIX век
Во время Франко-прусской войны 1870-1871 годов в нижних помещениях дворца был открыт военный госпиталь. Затем в северном крыле разместили квартиру лесного чиновника.

### XX век

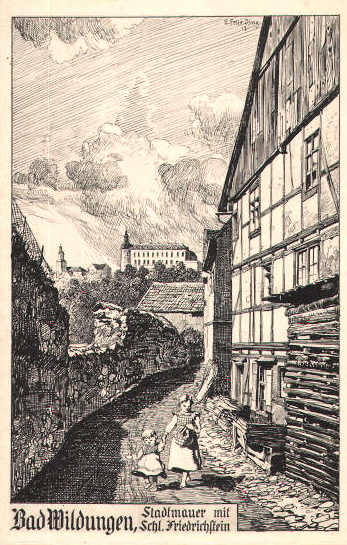
Рисунок города Вильдунген с видом вдалеке замка. Начало XX века

Все помещения были отремонтированы в 1906 году. Затем на протяжении нескольких лет Фридрихштайн служил летней резиденцией семьи фон Вальдек.
Вскоре после завершения Первой мировой войны 26 августа 1920 года замок перешёл во владение особой ассоциации. Это произошло в ходе реформ, которые полностью изменили прежний патриархальный уклад  герцогства Вальдек, сохранявшего значительную автономию в составе кайзеровской Германии. Замок стали сдавать в аренду под жилые помещения. Кроме того, здесь открыли гостиницу. Весной 1921 года Гессенская горная ассоциация устроила  в нижних комнатах молодежное общежитие.
В 1930-х годах в замке был создан учебный центр НСДАП. В последующие годы гостем замка несколько раз оказывался Герман Геринг, могущественный соратник Адольфа Гитлера.
После завершения Второй мировой войны собственником дворцово-замкового комплекса стали власти земли Гессен.

## Современное использование
Сегодня в замке действует филиал Государственного музея земли Гессен в Касселе. В музее представлены «Турецкие трофеи» ландграфа Карла Гессен-Кассельского. С 2006 года вокруг замка создана скульптурная тропа Paradische Erlebnisse. Кроме того, в замке расположен видовой ресторан.

## Галерея

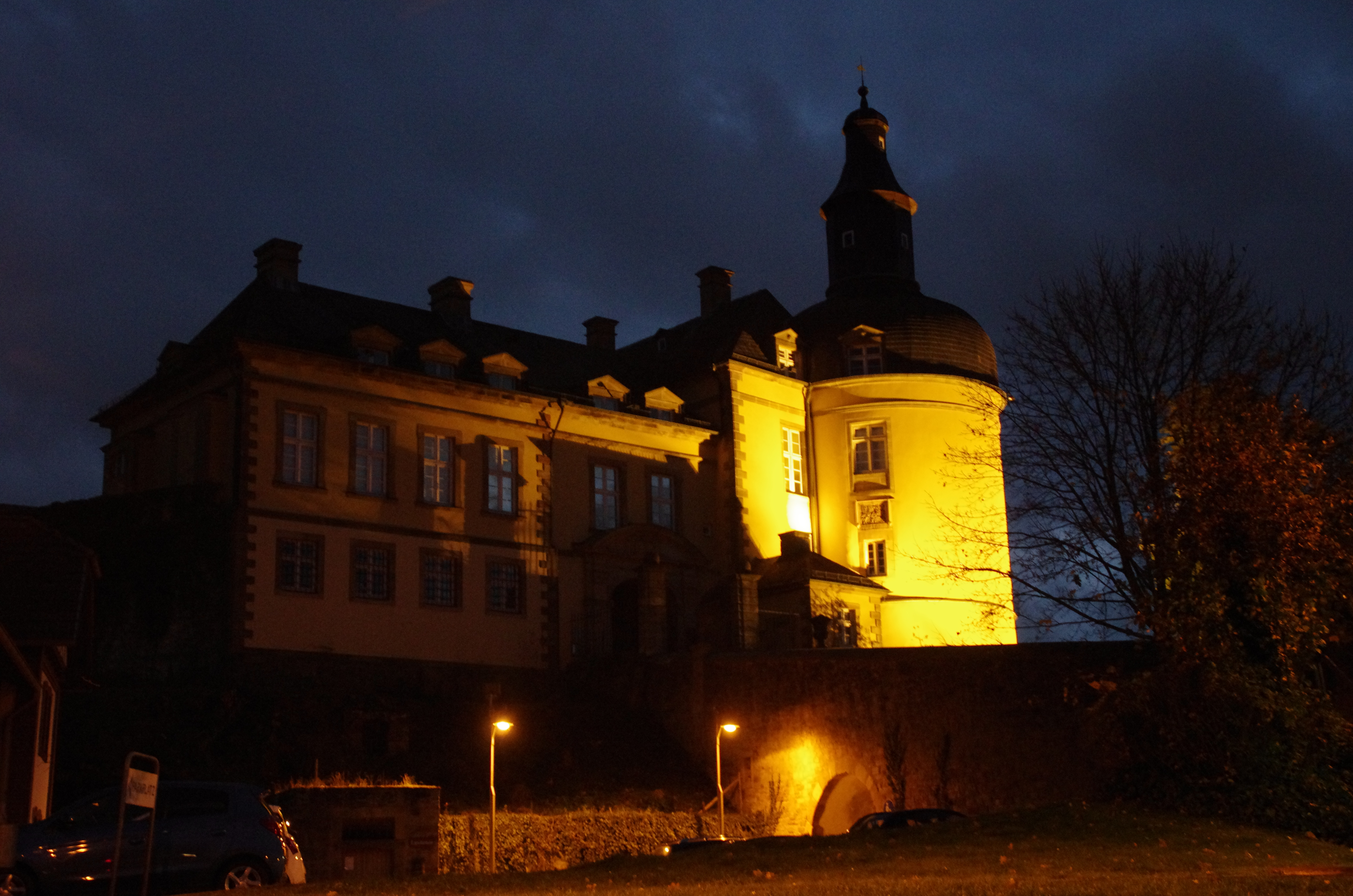
Ночная подсветка замка
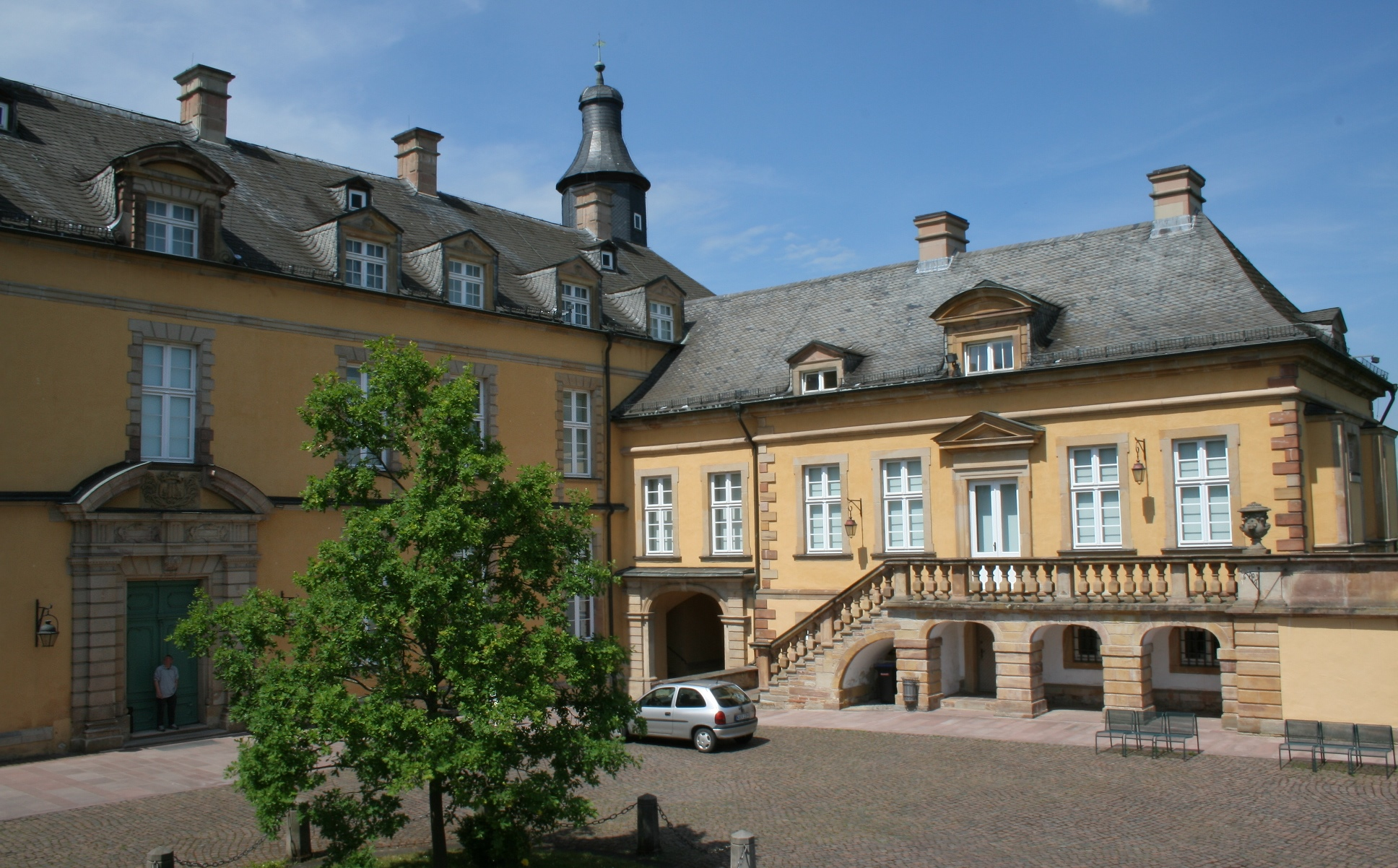
Внутренний двор замка
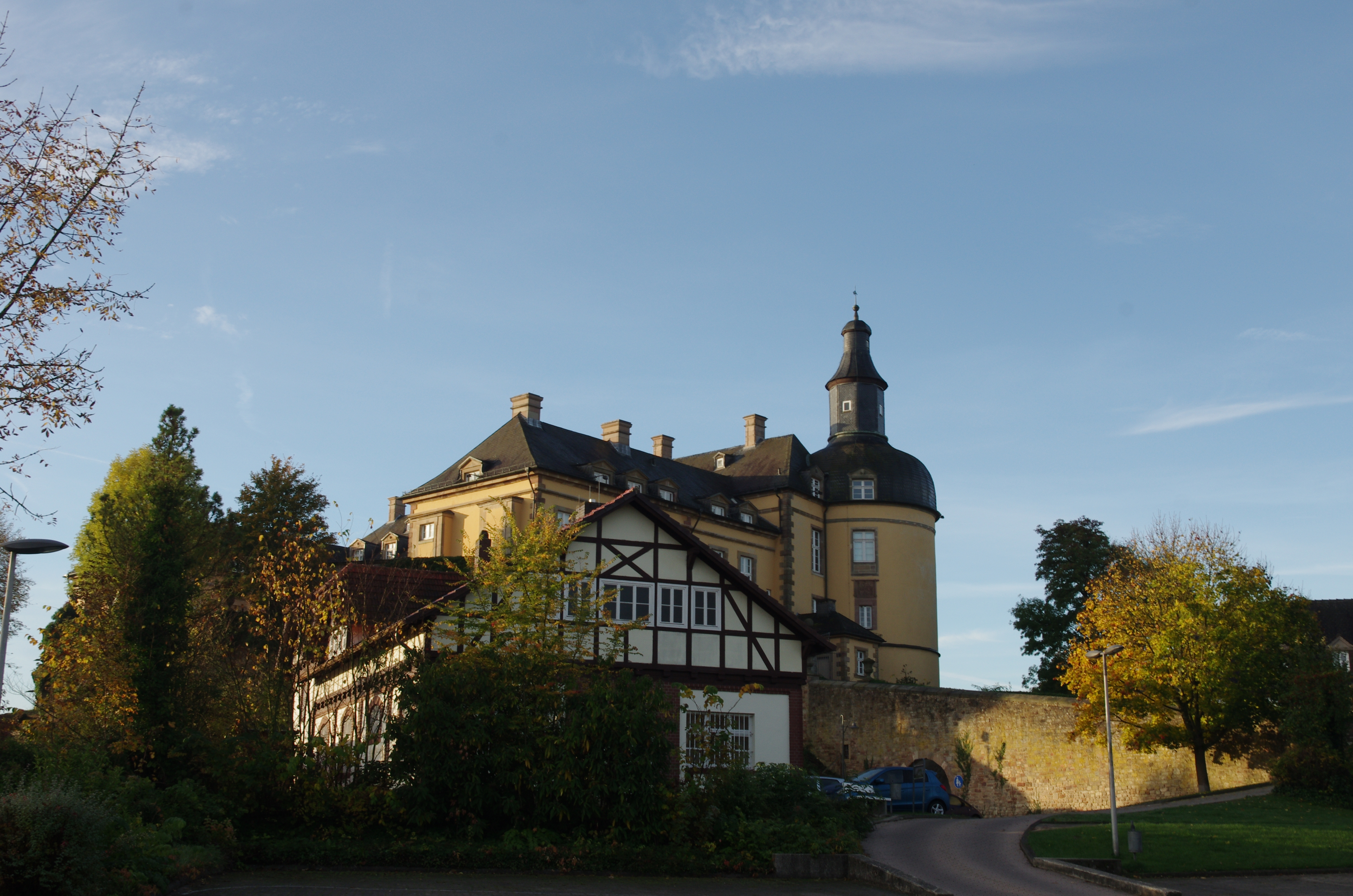
Вид замка с севера
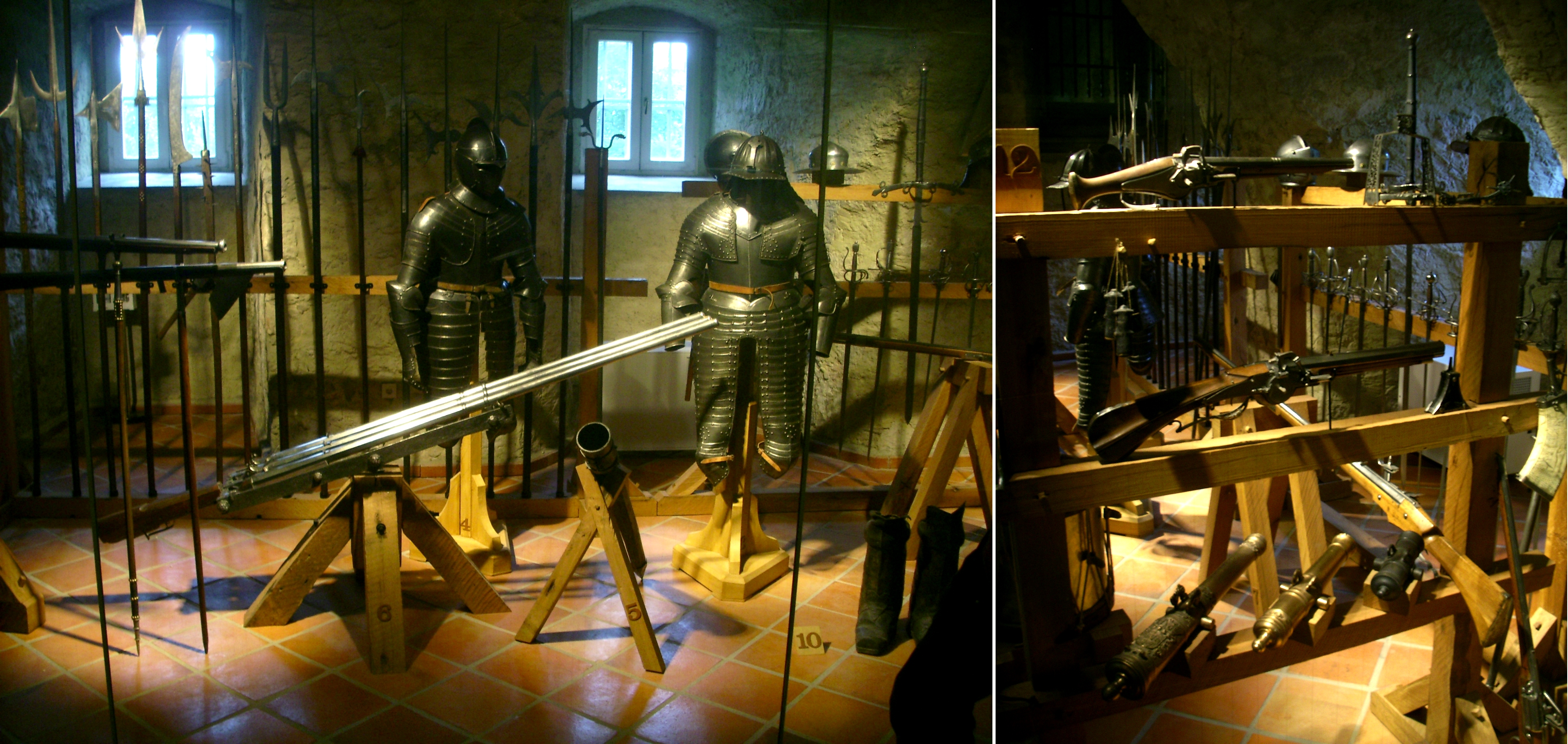
Оружейная коллекция музея
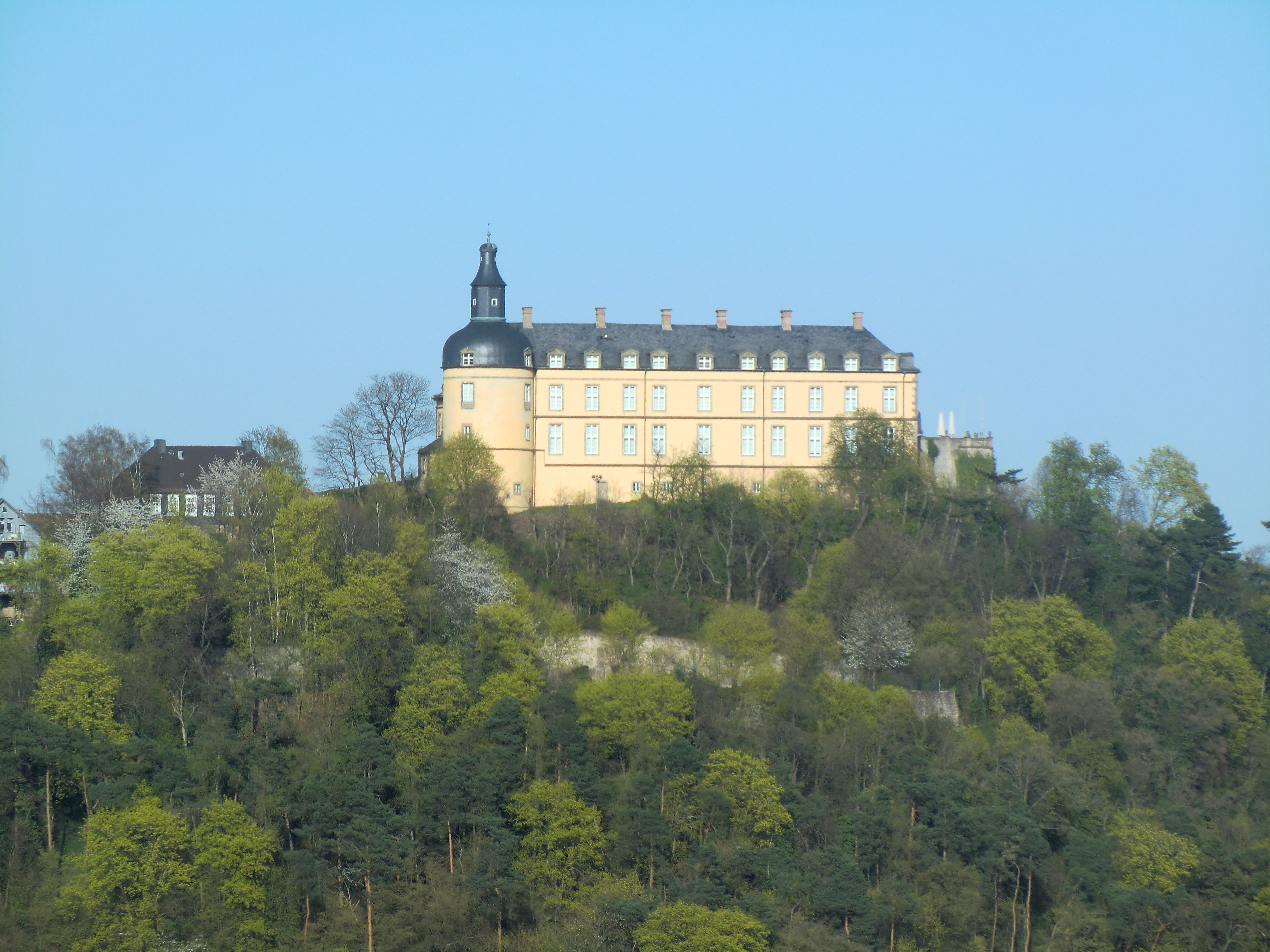
Вид замка со стороны города